# Олейник, Фёдор Иванович
Фёдор Иванович Олейник (8 февраля 1900, Ярышевка, Подольская губерния — 20 мая 1976, Москва) — советский военный, государственный и политический деятель, генерал-майор.

## Биография
Родился в 1900 году в селе Ярышевка (ныне — в Томашпольском районе, Винницкая область). Член ВКП(б) с 1924 года.
С 1919 года — на военной службе, общественной и политической работе. В 1919—1958 гг. — рабочий сахарного завода, учитель, на партийной работе, политрук батареи Севастопольской крепости, военком кавалерийского эскадрона 77-го кавалерийского полка в составе 6-й отдельной Алтайской кавалерийской бригады на Туркестанском фронте, политрук полковой школы 78-го кавалерийского полка, секретарь партбюро, военком танковой части, военный комиссар Грозненского пехотного училища, военный комиссар 89-й гвардейской стрелковой дивизии, заместитель начальника штаба Воронежского фронта по политчасти, член Военного Совета 38-й армии, член Военного Совета 3-й ударной армии, член Военного Совета 11-й гвардейской армии.
Делегат XIX съезда КПСС.
Умер в Москве в 1976 году.